# Robinsons
Robinsons est une marque britannique de soda détenue par Britvic. Elle dispose d'un Royal Warrant de la part d'Élisabeth II et est une compagnie indépendante jusqu'à son acquisition par Britvic en 1995. Robinsons produit différents sirops et boissons comme le Fruit Shoot, le Fruit Squash, le Fruit & Barley, le Barley Water etc. Le total des ventes en 2009 s'élève à 307 millions de livres. Lors des mois de mai et juin, Robinsons suit les différentes compétitions de tennis anglaises dont le tournoi de Wimbledon avec lesquelles elle entretient des partenariats souvent anciens. 
En 2001, la marque Robinsons ouvre un parc à thèmes au sein du Drayton Manor du nom de Children's Corner avant d'être renommé Robinsons Land. Les animations les plus connues étaient le Whirly Copter Wheel, le Super Dragon Coaster ou le Junior Carousel. Le parc est fermé en septembre 2007 et cède sa place au Thomas Land ouvert le 15 mars 2008. L'ensemble des attractions à l'exception du Veteran Cars sont retirées du parc et vendues au Funland à Hayling Island.